# Khang Huệ Trang Thục Lệ phi
Khang Huệ Trang Thục Lệ phi Hàn thị (chữ Hán: 康惠莊淑麗妃韓氏; ? - 12 Tháng 8, 1424), là một phi tần của Minh Thành Tổ Vĩnh Lạc Đế, hoàng đế nhà Minh trong lịch sử Trung Quốc.

## Cuộc đời

### Xuất thân
Lệ phi họ Hàn (韓), không rõ tên thật. Là người gốc Triều Tiên, xuất thân Thanh Châu Hàn thị (清州韓氏), cha bà là Hàn Vĩnh Thái (韩永矴).
Bà là cô của Chiêu Huệ vương hậu, chính thê của Thế tử Triều Tiên Lý Chương (sau truy tôn là Triều Tiên Đức Tông). Bà có em gái là Cung Thận phu nhân Hàn Quế Lan (恭慎夫人韓桂蘭), phi tần nữ quan của Minh Tuyên Tông Tuyên Đức Đế.

### Phi tần bạc mệnh
Hàn thị có nhan sắc, được đưa vào cung hầu hạ Vĩnh Lạc Đế, sơ phong Lệ phi (麗妃). Bà không được sủng ái, cũng không có con.
Ngày 12 Tháng 8, 1424, Vĩnh Lạc Đế băng hà. Theo lệnh Tân đế là Minh Nhân Tông Hồng Hi Đế, Hàn thị phải chịu số phận thảm thương cùng với 15 phi tần khác, đó là phải tuẫn táng cùng Tiên đế để "hầu hạ" ở thế giới bên kia. Ngoài ra còn có thêm vài cung nhân, số lượng lên đến 30 người.
Khi đó, Hàn Lệ phi quỳ gối trước Hồng Hi Đế, khóc lóc van xin ông cho về Triều Tiên chăm sóc mẹ già, song không được chấp thuận. Bà cùng nhóm phi tần tuẫn táng vào điện dùng cơm lần cuối, rồi bị buộc treo cổ tự vẫn. Bà được truy phong Khang Huệ Trang Thục Lệ phi (康惠莊淑麗妃).